# Енгель-Юрт
Енгель-Юрт (рос. Энгель-Юрт) — село у Гудермеському районі Чечні Російської Федерації.
Населення становить 5701 особу (2019). Входить до складу муніципального утворення Енгель-Юртовське сільське поселення.

## Історія
Згідно із законом від 27 лютого 2009 року органом місцевого самоврядування є Енгель-Юртовське сільське поселення.

## Населення
| 1990  | 2002  | 2010  | 2012  | 2013  | 2014  | 2015  |
| ----- | ----- | ----- | ----- | ----- | ----- | ----- |
| 4011  | ↗5496 | ↘4458 | ↗4677 | ↗4824 | ↗4990 | ↗5113 |
| 2016  | 2017  | 2018  | 2019  |       |       |       |
| ↗5296 | ↗5440 | ↗5567 | ↗5701 |       |       |       |